# 久米隼
久米 隼（くめ はやと ）は、埼玉純真短期大学こども学科専任講師、埼玉県和光市社会教育委員会議議長、埼玉県和光市教育振興基本計画策定委員会委員、埼玉県草加市ふるさとまちづくり応援基金運営委員会委員、特定非営利活動法人日本冒険遊び場づくり協会理事・事務局長、認定特定非営利活動法人児童虐待防止全国ネットワークオレンジリボン企画委員会委員・渉外啓発事業兼学生支援事業担当、特定非営利活動法人ＰＬＡＹＴＡＮＫ監事、など。

## 人物
神奈川県横浜市生まれ。
社会学、社会福祉学を専攻。社会福祉政策、社会保障論を研究テーマとし、子ども虐待防止や非営利組織論、子ども環境問題などの実践や研究にも取り組む。
日本社会事業大学社会福祉学部卒業。立教大学大学院修士課程修了。

## 主な活動
児童虐待の防止を目的とした「子ども虐待防止オレンジリボン運動」に携わり、認定特定非営利活動法人児童虐待全国ネットワークでオレンジリボン企画委員として活動に取り組む。
その他、冒険遊び場づくりを普及推進にも力をいれ、冒険遊び場づくりの全国唯一の中間支援組織である特定非営利活動法人日本冒険遊び場づくり協会では、理事と事務局長を歴任するなど、児童福祉の分野におけるNPOでの活動が多い。
和光市教育委員会社会教育委員会議議長として、2021年7月28日に和光市教育委員会教育長より諮問「和光市における学校・家庭・地域の連携・協働を支える社会教育の役割について」を受け、和光市における社会教育の現状や課題の分析、ヒアリング等の調査研究に取り組み、2022年3月14日に和光市教育委員会教育長に答申した。
2018年からは、成蹊大学ボランティア支援センターでボランティアコーディネーターを務める。

## 著書
・『ボランティアを通じた成長機会の提供』共著、日本私立大学連盟「大学時報」（2018年）
・『地域でつくる冒険遊び場、プレーパーク ～親と子と地域がつながり、ともに育ちあう場として～』日本子育て学会「子育て研究」（2020年） 
・『これだけは理解しておきたい ボランティアの基礎』日本橋出版 (2021年)
・『モヤモヤのボランティア学』昭和堂 (2023年)
・『遊び あふれる まちへ！20年の軌跡』美巧社（2024年）